# Lights Out (játék)
A Lights Out egyszemélyes, elektronikus absztrakt táblás játék. A győzelemhez az összes lámpát le kell kapcsolni a táblán.

## Nézet
A táblán (mely általában 5x5 mezőből áll) különböző forma jelenik meg, megvilágított kockákból kirakva.

## Játékmenet
A játékos feladata, hogy a világító kockákat mind lekapcsolja. Ezt úgy lehet hogy az egyik fényes kockára a játékos rányom, az lekapcsolódik, viszont a körülötte lévő négy lámpa állapota, függőlegesen és vízszintesen megcserélődik. Tehát a lekapcsolt kocka körül a világító kockák szintén leoltódnak, viszont amik nem világítottak, azok kigyulladnak.